# Abdallah II
Pour les articles homonymes, voir Abdallah.
Abdallah II (arabe : الملك عبد الله الثانى), né le 30 janvier 1962 à Amman, est roi de Jordanie depuis le 7 février 1999, date à laquelle il a succédé à son père, le roi Hussein.
Abdallah n'était pas destiné à devenir roi, le prince héritier étant, depuis 1965, Hassan, frère du roi Hussein. Mais le 24 janvier 1999, treize jours avant son décès, le roi Hussein a désigné Abdallah pour lui succéder, en exigeant qu’il choisisse à son tour comme successeur son autre fils Hamzah, alors âgé de dix-huit ans et fils de la reine Noor.

## Biographie

### Jeunesse
Abdallah II est l'aîné des fils du roi Hussein et de la princesse Muna al-Hussein, la Britannique Antoinette Gardiner, épousée en secondes noces, alors âgée de vingt et un ans.  

### Éducation
Il a commencé son éducation primaire à l'Islamic Educational College d'Amman où il devient hafiz à l'âge de 19 ans, puis poursuit à la Saint-Edmund School en Angleterre. Il a suivi ses études secondaires à l'Eaglebrook School et à la Deerfield Academy aux États-Unis.

### Carrière militaire et études
À sa sortie de l'Académie royale militaire de Sandhurst au grade de sous-lieutenant en 1981, Abdallah est nommé responsable d'une unité de reconnaissance au 13th/18th Royal Hussars de l'Armée britannique en Allemagne de l'Ouest.
En 1982, le futur Abdallah II rejoint l'université d'Oxford où il complète sa formation par une spécialité sur les affaires du Moyen-Orient. De retour dans son pays, Abdallah intègre les Forces armées jordaniennes en tant que commandant d'un peloton de la 40e brigade blindée. En 1985, il suit le cursus Armored Officers Advanced Course à Fort Knox, Kentucky. Un an plus tard, il devient commandant d'une compagnie de chars d'assaut dans la 91e brigade blindée, avec le grade de capitaine. Dans le même temps, il acquiert ses ailes de pilote d'hélicoptère aux commandes d'un hélicoptère d'assaut antichar Cobra.
En 1987, Abdallah intègre l'université de Georgetown à Washington en tant que Mid-Career Fellow. Il suit des cours d'affaires internationales dans le cadre du programme Master of Science in Foreign Service.
Le futur souverain poursuit alors sa carrière militaire en occupant différentes fonctions au sein des Forces armées jordaniennes :
- de janvier 1989 à octobre 1989, Abdallah est commandant d'une compagnie du 17e bataillon de chars ;
- d'octobre 1989 à janvier 1991, il est commandant en second de ce bataillon blindé. Entre-temps, en 1990, il complète sa formation militaire au Royal Staff College de Camberley. Il est ensuite promu commandant ;
- de janvier 1991 à janvier 1992, il rejoint le Département de l'Inspection générale des Armées, responsable des blindés ;
- en janvier 1992, Abdallah devient chef de bataillon au sein du 2e régiment blindé de cavalerie ;
- en 1993, il est colonel au sein de 40e brigade, ainsi que commandant en second des Forces spéciales.

### Mariage et descendance
Le 10 juin 1993, au palais de Zahran, il épouse Rania al-Yassin, palestinienne née en 1970 au Koweït. Ensemble, ils ont quatre enfants :
- le prince Hussein (28 juin 1994), prince héritier depuis le 2 juillet 2009 ;
- la princesse Iman (27 septembre 1996) ;
- la princesse Salma (26 septembre 2000) ;
- le prince Hashem (30 janvier 2005).

### Fin de carrière dans l'armée
En 1994, il est élevé au rang de commandant des Forces spéciales, avec le grade de général de brigade (Brigadier General). À cette occasion, il réorganise profondément, à partir de 1996, les forces spéciales du royaume et y intègre les unités d'élite de l'Armée royale. Il crée le SOCOM (Special Operations Command) pour y loger ces troupes, qui sont notamment chargées des opérations spéciales anti-terroristes. Il est promu général de division (Major General) en 1998 et retourne aux États-Unis suivre un cursus de management des ressources militaires au sein de la Monterrey Naval Postgraduate School.

### Roi de Jordanie

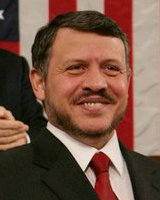
Abdallah II

#### Accession au trône
Le 7 février 1999, à l'âge de 37 ans, le prince héritier Abdallah succède à son père, le roi Hussein, décédé des suites d'un cancer après plus de 46 années de règne, et monte sur le trône sous le nom de règne d'Abdallah II.
Il fête son 60e anniversaire le 30 janvier 2022, et règne depuis plus de 24 ans.

#### Modernisation du pays
Le roi Abdallah II a érigé en priorité la modernisation de l’économie et de la société jordaniennes.
Sur le plan économique, le souverain mène depuis son accession au trône une politique libérale, articulée autour de principes clairement définis qui ont déjà modifié en profondeur la structure de l’économie jordanienne, désormais largement tournée vers les services et profitant d’investissements étrangers massifs, issus notamment des pays du golfe Persique.

#### Politique militaire

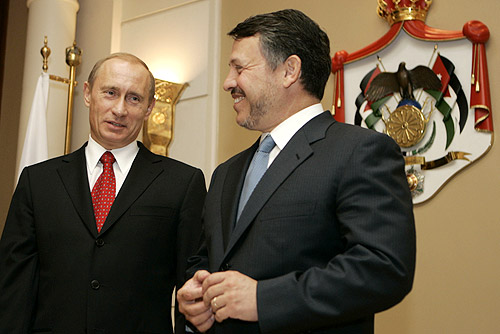
Abdallah II avec Vladimir Poutine (2007).

Depuis son accession au trône hachémite, Abdallah a mis en œuvre une politique militaire visant à faire primer l'aspect qualitatif des unités sur la quantité des troupes. Cette politique a été marquée notamment par la modernisation de l'armée de l'air jordanienne, par l'achat de F-16, et du parc blindé, par l'acquisition de chars Challenger 1.
De plus, conscient de la nécessité d'équiper l'armée royale en matériel moderne, efficace et bon marché (les contraintes budgétaires du petit royaume hachémite étant serrées), le roi Abdallah a signé le 24 août 1999 un décret créant le KADDB (King Abdullah Design & Development Bureau). Cette agence publique jordanienne a pour mission de fournir aux forces armées du matériel et des prestations de très bonne qualité (reconversion, amélioration et maintenance de véhicules), de manière à garantir au Royaume une filière d'approvisionnement en matériel militaire indépendante et efficace (véhicules Al-Tha'Lab, Al Jawad, Matador ou Nimir par exemple). Le roi a ainsi mis sur pied une industrie d'armement jordanienne, élément vital compte tenu de l'instabilité de la région et des menaces pesant sur la sécurité du Royaume.

#### Politique économique
D’abord, conscient des ressources naturelles, énergétiques et financières limitées du Royaume, le souverain a cherché à amplifier l’insertion du pays dans l’économie mondiale, avec l’ambition de faire de la Jordanie un hub stable, attractif et dynamique, capable, à l’instar des « tigres asiatiques », d’attirer des investissements étrangers massifs et les sièges régionaux de groupes mondiaux implantés dans la région. À ce titre, le roi a œuvré pour l'entrée de la Jordanie dans l’Organisation mondiale du commerce (OMC), effective en 2000. Il a également signé un accord de libre-échange avec les États-Unis en 2000 et l’accord d'Agadir avec l’Égypte, le Maroc et la Tunisie en 2001. Parallèlement, les autorités ont créé en 2001 une zone franche à Aqaba, seul accès de la Jordanie à la mer ; cette initiative vise à dynamiser le port de cette ville enclavée au sud du pays, en développant les échanges de marchandises entre Orient et Europe.

#### Politique fiscale

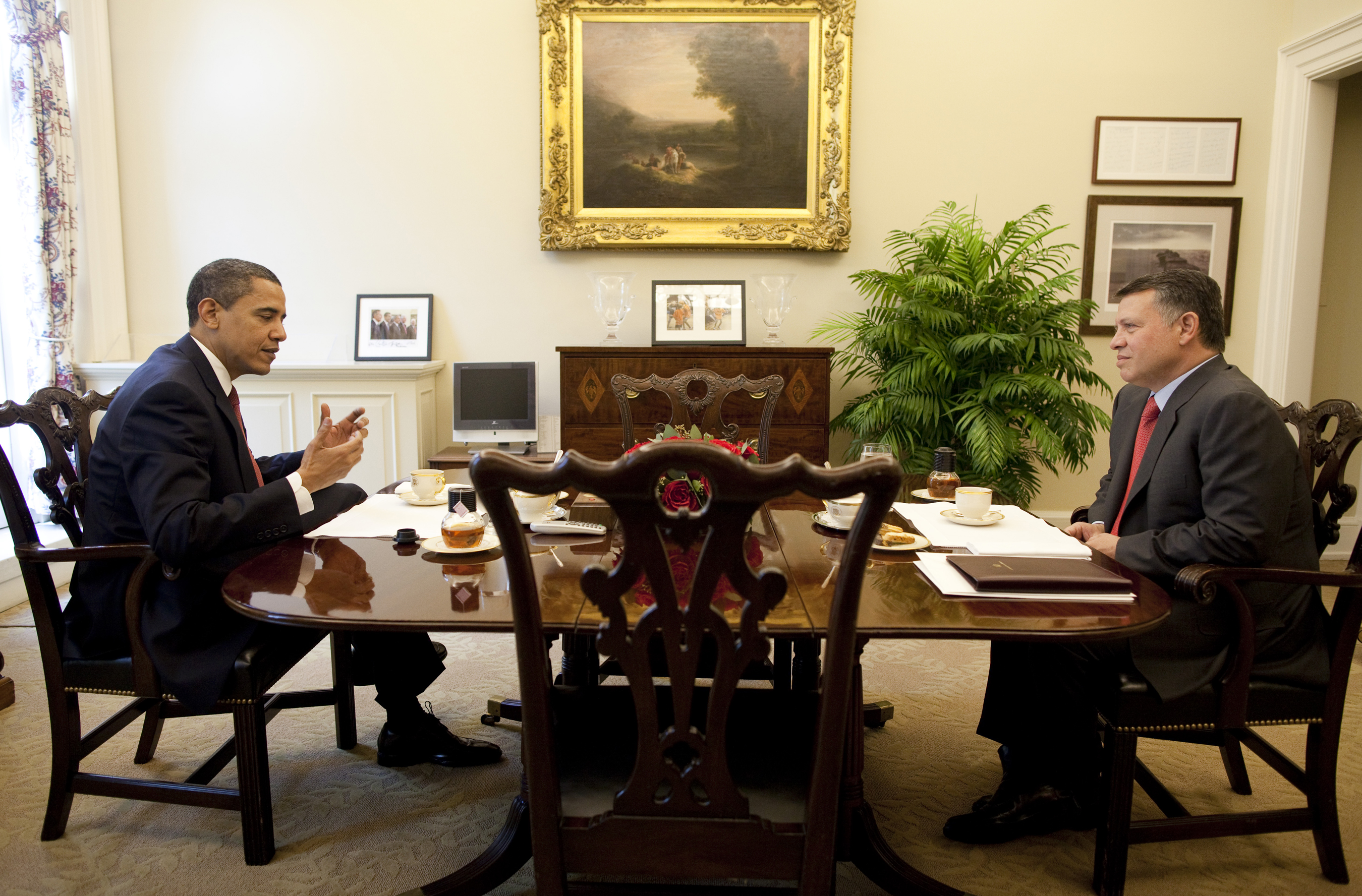
Abdallah II avec Barack Obama à la Maison-Blanche (2009).

Une réduction de la fiscalité et une simplification de la règlementation est entreprise, notamment pour attirer de nouveaux investisseurs étrangers.
En 2001, une réforme de la fiscalité des entreprises et des personnes physiques fixe le taux marginal d’impôt sur le revenu à 30 %, et prévoit des taux variables pour l'impôt des sociétés, allant jusqu'à 25 % pour les sociétés commerciales et 35 % pour les sociétés financières. Une TVA appelée General Sales Tax est adoptée.
Un train de privatisations a également lieu, les diverses entreprises publiques jordaniennes comme Jordan Telecom quittent le giron de l'État. Des partenariats publics/privés voient le jour pour des projets d'infrastructure.
Une parité des changes JOD/USD est maintenue.
D'autres mesures visent à réformer le système bancaire, prévoir une égalité complète de traitement entre investisseurs étrangers et locaux depuis 2003 ; création d'un guichet unique one stop shop permettant aux entreprises d'accomplir l'ensemble des démarches administratives.

#### Bilan économique

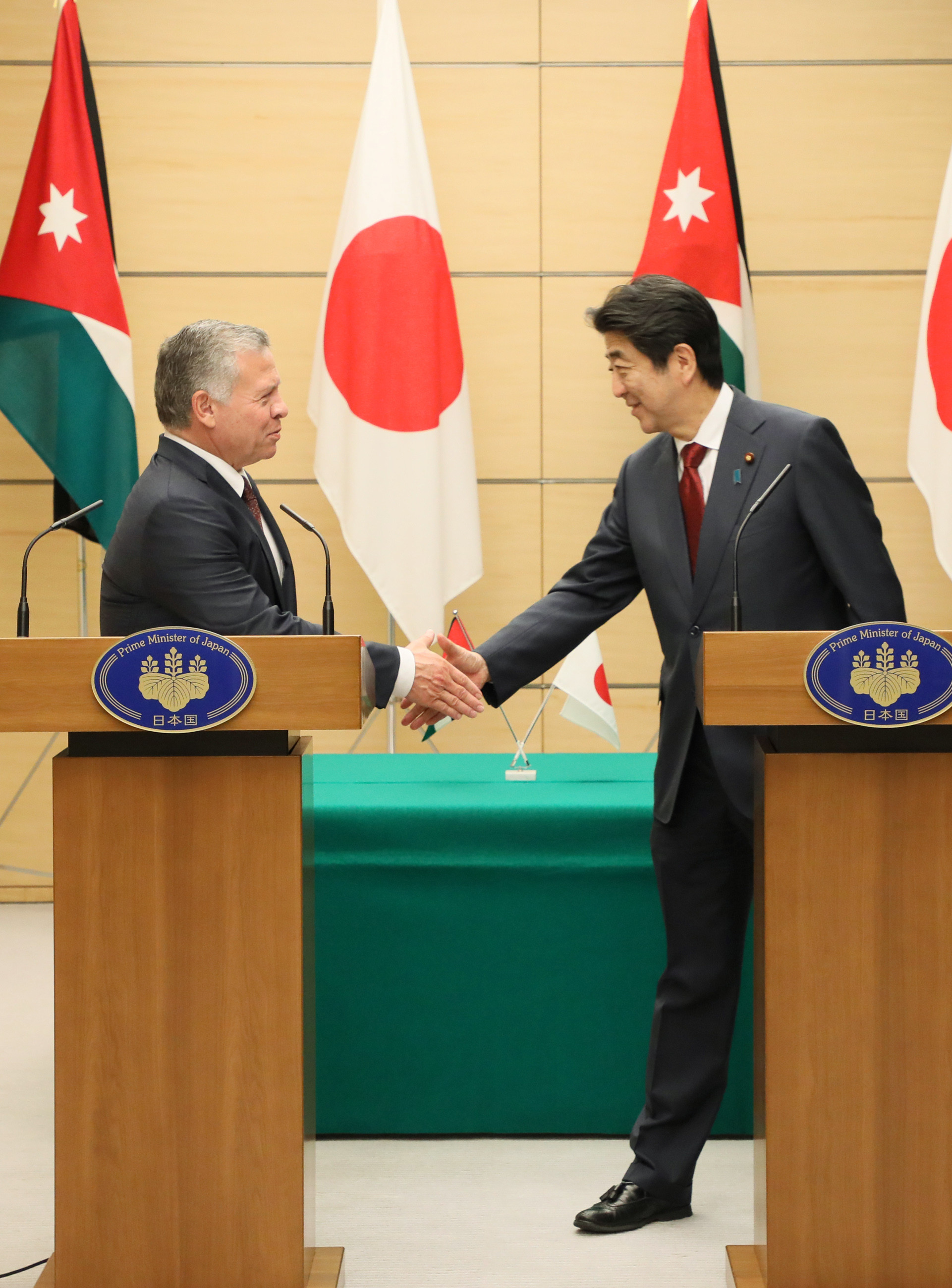
Le roi Abdallah II Shinzō Abe (Tokyo, 2018).

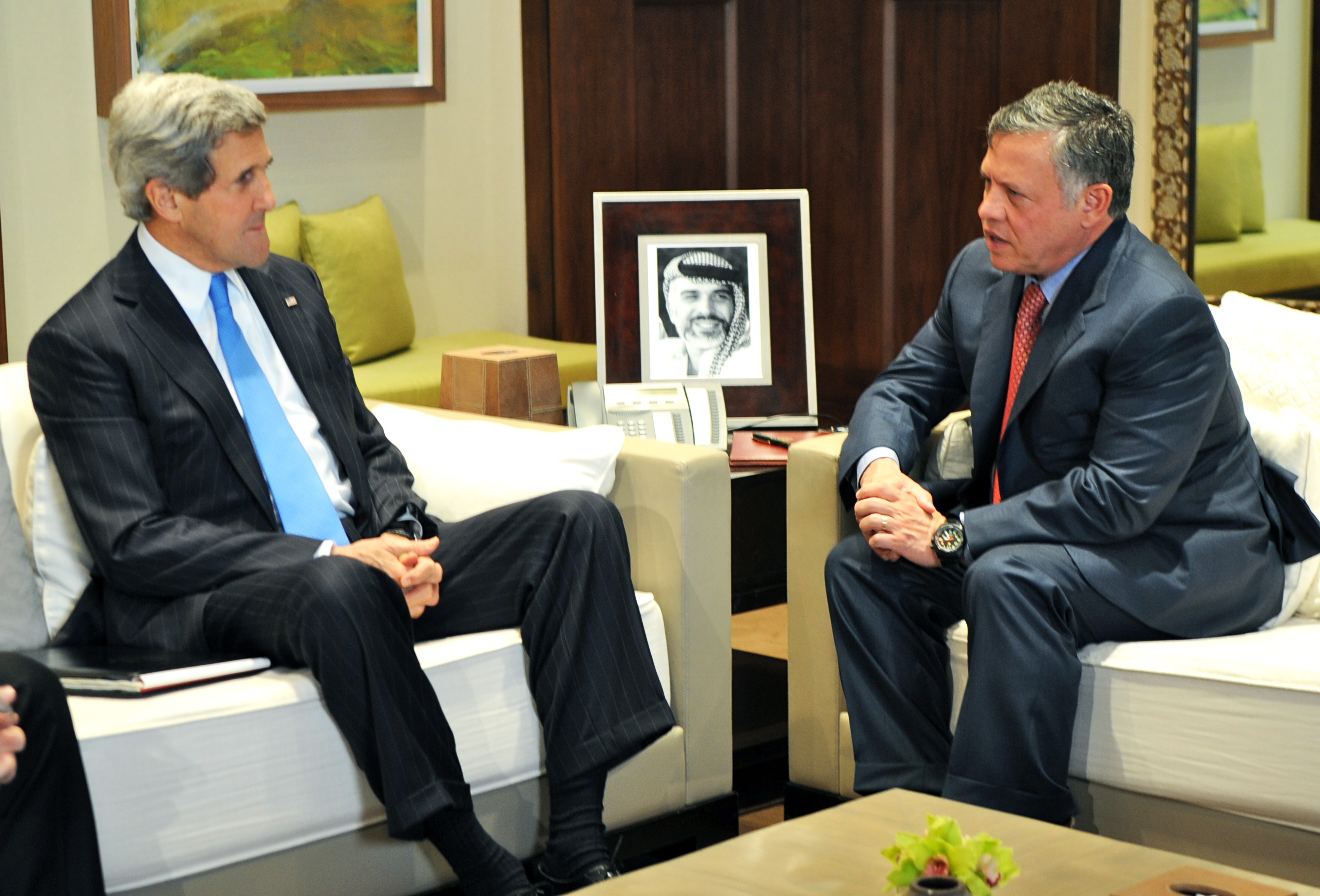
Abdullah II avec John Kerry (2013).

Ces réformes sont corrélées par une croissance de 5,9 % depuis 2000, contre 5,3 % pour la moyenne du Moyen-Orient. Une politique de désendettement abaisse la dette de 98 % du PIB en 2003 à 72 % en 2007, principalement grâce à une hausse des recettes fiscales (de 23 milliards en 2003 à 31 milliards en 2006) et des économies dans les dépenses de l'administration.
Les investissements étrangers augmentent de 74 millions de dollars en 2002 à 3,2 milliards en 2006.
Ces réformes n'ont pas permis de diminuer durablement le chômage et de maîtriser l'inflation. La balance courante reste déficitaire et une réforme des pensions de retraite reste nécessaire[Interprétation personnelle ?].

#### Droits de l'homme

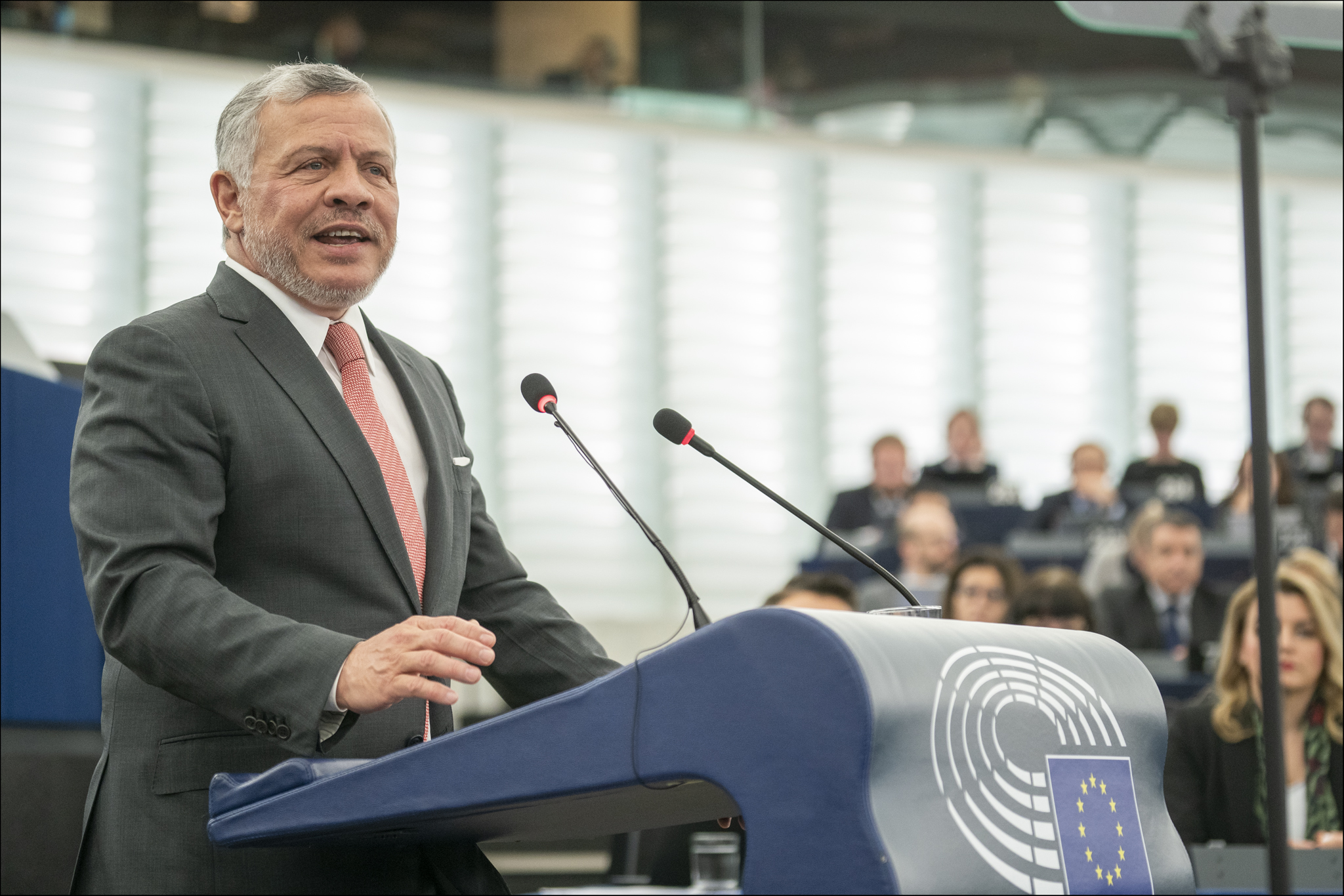
Abdallah II au Parlement européen (2020).

Sur le plan intérieur, diverses violations des droits de l'homme sont constatées, notamment la limitation de la liberté d'expression ou l'emprisonnement d'opposants politiques issus des Frères musulmans. La sacralité du roi, de la religion, de la famille royale et de son entourage forment ainsi une ligne rouge pour les journalistes.
Le 4 octobre 2012, le palais annonce que le roi Abdallah II dissout la Chambre des représentants et convoque des élections législatives anticipées, sans en préciser la date. Un projet de réforme vise à attribuer à l'Assemblée nationale la nomination du Premier ministre.
En 2014, le pays est classé par Reporters sans frontière à la 141e place (sur 180) dans le classement mondial de la liberté de la presse ; il perd sept places par rapport à l'année précédente.
En 2019, en représailles à une grève des enseignants, le régime fait fermer définitivement le syndicat enseignant par décision judiciaire et arrêter plus de mille de ses membres. En 2020, il fait interdire la principale force d'opposition, les Frères musulmans ; ses membres étaient déjà exposés à la répression au nom de la loi antiterroriste.

#### Arrestations de 2021

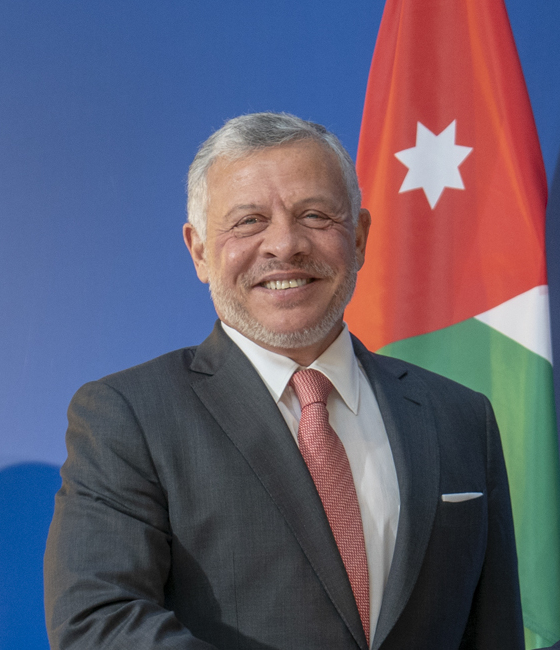
Le roi Abdallah II à Strasbourg (2020).

Le 3 avril 2021, les autorités jordaniennes annoncent l'arrestation d'une vingtaine de personnes pour leur implication dans un complot visant la sécurité du pays, y compris Bassem Awadallah (en), ancien chef de la Cour royale de 2007 à 2008, avec Cherif Hassan ben Zaid, tandis que l’ancien prince héritier Hamzah (en), demi-frère du roi Abdallah II, était assigné à résidence dans son palais. Les responsables jordaniens ont affirmé qu’il y avait un « complot complexe et de grande envergure » qui incluait au moins un autre membre de la famille royale ainsi que des chefs tribaux et des membres de établissement politique et sécuritaire du pays. Parmi les personnes arrêtées se trouvent Bassem Awadallah et Cherif Hassan ben Zaid deux ressortissants à la fois jordanien et saoudien. Awadallah a été l’ancien envoyé de la Jordanie en Arabie saoudite et était connu pour ses liens étroits avec le prince héritier d'Arabie saoudite Mohammad ben Salmane.
La justice prononce une « interdiction de publication » qui empêche tout média ou simple citoyen d’évoquer l’affaire, notamment sur les réseaux sociaux. En conséquence, l’ensemble de la presse doit diffuser la seule version officielle.
Les principaux alliés du roi Abdallah II, dont les États-Unis, l'Arabie saoudite, les Émirats arabes unis et Israël, ont exprimé leur « soutien » aux mesures prises par le régime pour « maintenir la stabilité du pays ».
Ces tensions surviennent dans un contexte de colère sociale, une frange croissante de la population s’inquiétant de la hausse du chômage (le taux de chômage est de près de 25 % à l'été 2021), du coût de la vie et de l'absence de représentativité politique.
D'après Le Monde, la version officielle a été accueillie froidement par les analystes et une partie de la population. Ainsi, d'après un spécialiste de la famille royale cité par le quotidien, « ces remous ont davantage à voir avec la montée massive du mécontentement populaire, dans les domaines politique et économique, et avec la crainte que celle-ci génère dans les cercles dirigeants. J’ai le sentiment que le prince Hamza est un bouc émissaire, que le pouvoir exagère la menace, pour décourager toute discussion publique de la corruption ». 

## Controverses

### Évasion fiscale
En octobre 2021, son nom est cité dans les Pandora Papers. Il aurait créé au moins une trentaine de sociétés offshore, par le biais desquelles il aurait acheté 14 propriétés de luxe aux États-Unis et au Royaume-Uni, pour plus de 106 millions de dollars.
La presse jordanienne est restée silencieuse sur ces révélations et l'accès au site du Consortium international des journalistes d'investigation (ICIJ) a été bloqué en Jordanie peu avant la publication de l’enquête.

## Honneurs et décorations

Étendard royal de la Jordanie.

### Honneurs nationaux
Grand maître des ordres nationaux de Jordanie depuis 1999.
- Grand collier de l'ordre d'Al-Hussein ibn Ali.
- Grand cordon avec collier de l'ordre suprême de la Renaissance.
- Grand cordon avec collier de l'ordre de l'Étoile
- Grand cordon avec collier de l'ordre de l'Indépendance
- Grand cordon avec collier de l'ordre de l'Étoile hachémite.

### Honneurs étrangers
- Grand cordon (Athir) de l'ordre du Mérite national ( Algérie, 4 décembre 2022)[18].
- Grand-croix de l'ordre du Mérite de la République fédérale d'Allemagne ( Allemagne, 10 octobre 2002)[19].

- Grand-croix d’or de l’ordre du Mérite ( Autriche, janvier 2001)[19].
- Collier de l'ordre de Khalifa de Bahrain ( Bahreïn, 4 novembre 1999)[19].
- Grand cordon de l'ordre de Léopold ( Belgique, 18 mai 2016)[20].
- Collier de l'ordre de la couronne de Brunei (en) ( Brunei, 13 mai 2008)[19].
- Collier de l'ordre Makarios III (en) ( Chypre, 2022)
- Chevalier du grand ordre de Mugunghwa ( Corée du Sud, 4 décembre 1999)[19].
- Collier de l'ordre de Zayed ( Émirats arabes unis, 2018)[21]
- Grand-croix avec collier de l'ordre d'Isabelle la Catholique ( Espagne, 18 octobre 2000)[19].
- Collier de l'ordre de Charles III ( Espagne, 21 avril 2006)[19].
- Collier de l'ordre du Mérite civil (Espagne) ( Espagne, 15 septembre 2005)[19].
- Grand-croix de l'ordre du Mérite militaire ( Espagne, 23 décembre 1999)[19].
- Grand-croix de l'ordre du mérite naval ( Espagne, 15 septembre 1995)[19].
- Médaille d'Amílcar Cabral ( Guinée-Bissau, 2023).
- Chevalier grand-croix au grand cordon de l'ordre du Mérite de la République italienne ( Italie, 9 février 2001)[19].
- Grand cordon de l'ordre du Chrysanthème ( Japan, 30 novembre 1999)[22].
- Grand-croix de l'ordre du Mérite, classe spéciale ( Liban, 14 septembre 1999)[19].
- Première classe de l'ordre du Grand Conquérant, ( Libye, 1er septembre 1999)[19].
- Collier de l'ordre Al Saïd (en) ( Oman, 22 mai 2024)[23].
- Collier de l'ordre d'Oman ( Oman, 4 octobre 2022)[24].
- Grand collier de l'État de Palestine (Palestine, 2015).
- Grand-croix de l'ordre d'Orange-Nassau ( Pays-Bas, 7 décembre 1994)[19].
- Grand-croix de l'ordre du Lion néerlandais ( Pays-Bas, 30 octobre 2006)[19].
- Collier de l'ordre du Wissam al-Mohammadi ( Maroc)[19].
- Grand collier de l'ordre du Trône ( Maroc)[19].
- Grand-croix de l’ordre de Saint-Olaf ( Norvège, 4 avril 2000)[22].
- Grand-croix de l'ordre de l'Aigle blanc ( Pologne, 26 septembre 1999)[19].
- Grand collier de l'ordre de Saint-Jacques-de-l'Épée ( Portugal, 16 mars 2000)[19].
- Grand collier de l'ordre de l'Infant Dom Henrique ( Portugal, 5 mai 2008)[19].
- Collier de l'ordre de l'Étoile de Roumanie ( Roumanie, 20 décembre 2005)[19].
- Chevalier grand-croix de l'ordre du Bain ( Royaume-Uni, 6 novembre 2001)[19].
- Chevalier grand-croix de l'ordre de Saint-Michel et Saint-Georges ( Royaume-Uni, 12 mai 1999)[19].
- Chevalier commandeur de l'ordre royal de Victoria ( Royaume-Uni, 1984)[19].
- Chevalier de l'ordre royal des Séraphins ( Suède, 7 octobre 2003)[19].
- Collier de l'ordre du Lion blanc ( République tchèque, 11 février 2015)[19].
- Grand cordon de l'ordre de la République tunisienne ( Tunisie, 20 octobre 2015)[25].
- Première classe de l'ordre du Prince Iaroslav le Sage ( Ukraine, 23 avril 2002)[26].
- Première classe de l'ordre du Mérite ( Ukraine, 22 juin 2011)[27].

## Distinctions académiques
- Doctorat en Sciences politiques de l'université de Jordanie (1er janvier 2001)[28]
- Docteur en Relations internationales de l'université de Moscou (3 septembre 2004)[29]
- Docteur honoris causa de l'université de Georgetown (21 mars 2005)[30]
- Docteur honoris causa de l'université Chulalongkorn (15 décembre 2005)[31]
- Docteur honoris causa de l'université d'Oxford (4 juin 2008)[32]
- Docteur honoris causa de l'université al-Qods (8 novembre 2011)[33]

## Prix et récompenses
- Prix mondial du leadership de l'organisation des jeunes présidents (2002)[34]
- Prix de l'Association Sorbonne pour la politique étrangère (2003)[35]
- Golden Shield Award pour les efforts visant à stabiliser le Moyen-Orient (2004)[36]
- Academy of Achievement Golden Plate Award for Achievement (2004)[37]
- Prix international de Franklin Delano Roosevelt (2005)[38]
- Prix du centre Simon Wiesenthal pour la tolérance (2005)[39]
- Médaille d'or de la ville d'Athènes (2005)[40]
- Prix de pacificateur (2007)[41]
- Médaille de la capitale (Kazakhstan, 18 mai 2008)[19]
- Prix de la Paix de Westphalie (2016)[42]
- Prix Kazakh pour la paix (2016)[43]
- Médaille l'ordre de Siddiq Abu Bakar de la Croix-Rouge internationale et du Croissant-Rouge (2017)[44]

## Télévision
Fan de la saga Star Trek, il a eu un petit rôle dans un épisode de la série Star Trek: Voyager trois ans avant son accession au trône (Investigations, saison 2 épisode 20). N'étant pas affilié à la Screen Actors Guild, il dut se cantonner à un rôle « muet ». En 2011, il signe un accord de construction d'un parc d'attractions basé sur l'univers de Star Trek. Le parc sera construit près d'Aqaba, sur le bord de la mer Rouge.

## Publications
- La Dernière Chance (sous-titré : La Recherche de la paix à l'heure des périls), Paris, Éditions Odile Jacob, 2011[47]